# Малая Руниха
Малая Руниха — река в России, протекает по Ханты-Мансийскому АО. Длина реки составляет 20 км.
Начинается в озере Руниховском на высоте 61,7 метра над уровнем моря, течёт по заболоченной местности в общем юго-западном направлении. Устье реки находится в 4 км по левому берегу реки Большая Руниха на высоте 26,3 метра над уровнем моря.

## Данные водного реестра
По данным государственного водного реестра России относится к Верхнеобскому бассейновому округу, водохозяйственный участок реки — Обь от города Нефтеюганск до впадения реки Иртыш, речной подбассейн реки — Обь ниже Ваха до впадения Иртыша. Речной бассейн реки — (Верхняя) Обь до впадения Иртыша.
Код объекта в государственном водном реестре — 13011100212115200051618.